# Stu Martin

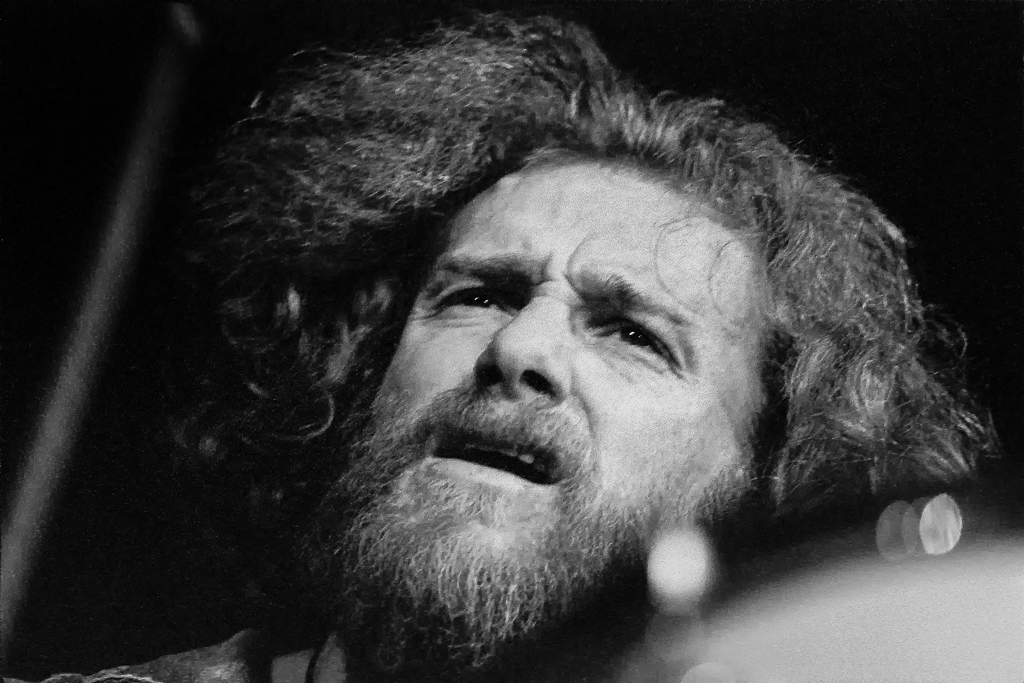
Stu Martin

Stu Martin (* 11. Juni 1938 in Liberty, New York; † 12. Juni 1980  in Paris) war ein amerikanischer Jazzschlagzeuger. 

## Leben und Wirken
Martin begann 1956 mit dem Schlagzeugspiel. Bald trat er mit den Orchestern von Quincy Jones, Duke Ellington, Count Basie, Slide Hampton und Maynard Ferguson auf; er war auch an der verlorenen Erstaufnahme von Herbie Hancocks Maiden Voyage beteiligt. Zwischen 1965 und 1966 arbeitete er in Europa mit Donald Byrd, Lee Konitz, Art Farmer, Jean-Luc Ponty, Don Byas und Dexter Gordon.
Er kehrte  in die Vereinigten Staaten zurück, um dem Gary-Burton-Quartett beizutreten, kam aber mit Barre Phillips und Attila Zoller wieder nach Europa zurück, wo er auch mit Joachim Kühn, Red Mitchell und Slide Hampton spielte. Im Oktober 1969 wurde er Mitglied von The Trio mit John Surman (Saxophon) und Barre Phillips (Bass). Das Trio trat sehr erfolgreich in Großbritannien, Irland, Frankreich, Deutschland, Belgien, Holland, Österreich, der Tschechoslowakei und der Schweiz auf, sowohl in Clubs als auch auf allen wichtigen Festivals. Nach zwei Jahren trennte sich die Gruppe, um sich jedoch später in veränderten Kontexten wieder zu treffen, z. B. erweitert um  Dieter Feichtner (Mountainscapes) oder Albert Mangelsdorff. Martin spielte daneben in der Gruppe Ambush mit Barre Phillips und Peter Warren als Bassisten und dem Saxophonisten Charlie Mariano, nahm aber auch das Album Where Fortune Smiles mit John McLaughlin, Dave Holland und Karl Berger auf und war in der Gruppe von Charles Mingus und im Quartett von Albert Mangelsdorff anzutreffen.

## Diskographische Hinweise
- Michel Portal / John Surman / Barre Phillips / Stu Martin / Jean-Pierre Drouet Alors!!! (Futura 1970)
- Siegfried Kessler / Gus Nemeth / Stu Martin Solaire (Futura 1971)
- Stu Martin / John Surman Live at Woodstock Town Hall (Pye 1974, ed. 1975)
- Mumps A Matter of Taste MPS 1977, mit Albert Mangelsdorff, John Surman, Barre Phillips
- Sunrise (Marge 1979; mit Gérard Marais, Claude Barthélemy, ed. 1980)